# Palpita nigropunctalis
Palpita nigropunctalis là một loài bướm đêm trong họ Crambidae.